# François Fourcault de Pavant
Pour les articles homonymes, voir François, Fourcault et Pavant.
François Fourcault de Pavant est un homme politique français né le 11 mars 1896 à Paris et décédé le 28 janvier 1965 à Saint-Pardoux-la-Rivière (Dordogne)

## Biographie
Engagé volontaire en mai 1916, il combat dans un régiment d'artillerie puis dans l'aviation, comme observateur. Il termine la Première Guerre mondiale comme sous-lieutenant. Il reçoit la croix de guerre (3 citations, dont une à l'ordre de l'armée) et la croix de chevalier de la Légion d'honneur à titre militaire, en 1921.
Licencié en droit, il est avocat au barreau de Versailles à partir de 1922. Il est élu au conseil de l'ordre de ce barreau en 1937.
Sa carrière politique débute en 1925 lorsqu'il est élu conseiller municipal de Versailles. Réélu en 1929 et 1935, il devient adjoint au maire, en l'occurrence Gaston Henry-Haye. Il est élu conseiller général en 1935, et réélu en 1937. En 1936, il est élu député de Seine-et-Oise. Il est alors Croix-de-Feu, et même président de la section de Versailles et membre du comité directeur de la ligue du colonel François de La Rocque. Il adhère au  Parti social français après la dissolution des Croix de feu et intègre le groupe parlementaire de ce parti lors de sa formation en décembre 1936. Il siège à droite à la Chambre des députés, contre le Front populaire. Il milite pour son parti, prenant la parole lors de réunions en région parisienne et en province.
Le 10 juillet 1940, il vote les pleins pouvoirs au maréchal Pétain. Il est maire de Versailles intérimaire sous l'Occupation, à la suite de la nomination au poste d'ambassadeur à Washington du sénateur-maire Henry-Haye. Il est nommé en 1943 conseiller départemental. S'il accueille dans sa mairie le professeur Friedrich Grimm - invité par le Groupe Collaboration de Versailles - en 1941, il bascule dans la Résistance tout en conservant son poste de maire. Son épouse est déportée pour faits de résistance (elle a notamment secouru des évadés et des Juifs en 1942); elle recevra à son retour la Médaille militaire, la Médaille de la Résistance et la Croix du Combattant. À la Libération, il est cependant destitué de ses fonctions politiques, du fait notamment de son vote de 1940 en faveur de Pétain, et déclaré inéligible. Il fait appel de cette inéligibilité avec succès selon certaines sources. Selon Bénédicte Vergez-Chaignon en revanche, il ne demande pas à être relevé de son inéligibilité. 
Il quitte alors la France pour travailler auprès des autorités militaires françaises de la zone d'occupation française en Allemagne, comme fonctionnaire. Il est d'abord chef de la section Intérieur et cultes à la Délégation supérieure pour le Gouvernement militaire du pays de Bade, en août 1945, puis en novembre 1949 chef du service du contrôle de la législation allemande au Commissariat pour le Land de Bade, et enfin en 1952 délégué de la Haute commission alliée pour le cercle d'Offenbourg. Il quitte le service des affaires allemandes et autrichiennes en mai 1954.
De retour en France, il se présente aux élections législatives de 1956 à Versailles, aux côtés de l'avocat Roger Palmieri, sur une « liste de rénovation nationale et sociale et de rassemblement contre les députés sortants », mais il est sèchement battu. Il se retire alors de la vie politique.

## Sources
- « François Fourcault de Pavant », dans le Dictionnaire des parlementaires français (1889-1940), sous la direction de Jean Jolly, PUF, 1960 [détail de l’édition]
- Christophe Baginski, La Politique religieuse de la France en Allemagne occupée (1945-1949), Presses Univ. du Septentrion, 1997, p. 54-55